# PARN
Pour les articles homonymes, voir Parn.
Le PARN (pour « Poly(A)-specific ribonuclease ») est une enzyme de type ribonucléase dont le gène est le PARN situé sur le chromosome 16 humain.

## Rôle
Il s'agit d'une exoribonucléase dégradant l'extrémité 3' de l'ARN comportant une courte chaîne d'adénosines (d'où le terme « poly(A) »). 
Cet enzyme est ubiquitaire chez les eucaryotes.

## En médecine
Une mutation du gène est responsable d'une dyskératose congénitale.